# ノクターナル (東京女子流のアルバム)
『ノクターナル』は、東京女子流の7年ぶりとなる6枚目のオリジナルアルバム。2022年8月3日にavex traxから発売された。

## 概要
CD ONLY（AVCD-63329）、2CD+DVD（AVCD-63325）、2CD+Blu-ray（AVCD-63327）の3形態があり、CD商品はいずれも「スマプラ」対応となっている。その他にイベント限定商品でメンバーソロ4種のミュージックカード（AVZ1-63330～63333）がある。
メインCDは28thシングル『Hello, Goodbye』以降の楽曲から成り、「夜、誰かを想う時。」をテーマに大人になったメンバーの今を詰め込んだ作品となっている。2CD+DVD・2CD+Blu-ray形態の商品はボーナスディスクが付属しており、ミニアルバム『PERIOD. BEST』をリリース後の2018年から2020年前半までの楽曲を収録している。発表済みの楽曲に加えて当時未公開だった3曲も含まれている。

## CD収録曲
1. Intro
作曲・編曲：MURO・grooveman Spot・KASHIF
2. Viva La 恋心
作詞・作曲・編曲：きなみうみ
3. ストロベリーフロート (=TGS80)
作詞：前田甘露、作曲：Takashi Shimada・Katrine "Neya" Klith・Sebastian Owens
4. この雨が上がっても
作詞・作曲・編曲：安部純
5. コーナーカット・メモリーズ
作詞・作曲・編曲：きなみうみ
6. 夢の中に連れてって (=TGS83)
作詞：AILI、作曲：Masayoshi Kawabata
7. Hello, Goodbye (=TGS78)
作詞：深川琴美・Emyli、作曲：Erde・Emyli、編曲：Erde・Takashi Shimada
8. Dear mama (=TGS84)
作詞：AILI、作曲：Daniel Durn・Katrine "Neya" Klith・Takashi Shimada・DJ first
9. ガールズトーク (=TGS81)
作詞・作曲・プロデュース：野村帽子
10. フライデーナイト
作詞・作曲：野村帽子・Iwanari Gouya、プロデュース：野村帽子
11. 僕は嘘つき
作詞：柊木七音、作曲・編曲：廣中トキワ
12. days ～キミだけがいない街～ (=TGS82)
作詞：AILI、作曲：宮野弦士
13. ワ.ガ.マ.マ. - MURO’s KG Remix album ver.
作詞・作曲：Chocoholic、編曲：MURO・grooveman Spot・KASHIF

## BONUS DISC収録曲
1. ラストロマンス (=TGS69)
作詞・作曲：春ねむり、編曲：春ねむり・Lucky Kilimanjaro
2. 初恋 (=TGS70)
作詞：majocco、作曲：Kevin Aoki、編曲：Lucky Kilimanjaro
3. kissはあげない (=TGS71)
作詞：米田浩貴、作曲：宮野弦士、編曲：大坂孝之介・Lucky Kilimanjaro
4. キスひとつで (=TGS72)
作詞・作曲：春ねむり、編曲：タカユキカトー・つるうちはな・春ねむり
5. 光るよ (=TGS73)
作詞：春ねむり、作曲・編曲：増田武史
6. Reborn (=TGS74)
作詞：NAOKI TAKADA、作曲：IMAKISASA、編曲：ツカダタカシゲ
7. Ever After (=TGS75)
作詞・作曲：春ねむり、編曲：周 from 神様クラブ・春ねむり
8. 薔薇の緊縛 (=TGS76)
作詞：nobara kaede、作曲・編曲：Masayoshi Kawabata
9. キミニヲクル (=TGS77)
作詞・作曲：ペンギンス・The Answer・福原健太郎・Ryo Ito
10. Good Bye Lonely Night
作詞：Grace Tone、作曲：FUNK UCHINO・Grace Tone・Sebastian Berglund・Viktor Brodin
11. rainy step
作詞・作曲：烏丸友吾・菅紗佑里、編曲：p.e.t.・烏丸友吾・菅紗佑里
12. 聞こえないAnswer
作詞・作曲・編曲：増田武史
13. ワ.ガ.マ.マ. album ver.
作詞・作曲：Chocoholic
14. Hello, Goodbye - 春野 Remix
作詞：深川琴美・Emyli、作曲：Erde・Emyli、編曲：Erde・Takashi Shimada、リミックス：春野

## DVD収録内容
- MUSIC VIDEO

1. Viva La 恋心
2. コーナーカット・メモリーズ
3. ストロベリーフロート
4. Hello, Goodbye

- Making Of Viva La 恋心
- 流TUBE 特別編「フライの中身、あてナイト！」

## Blu-ray収録内容
- MUSIC VIDEO

1. Viva La 恋心
2. コーナーカット・メモリーズ
3. ストロベリーフロート
4. Hello, Goodbye

- Making Of Viva La 恋心
- 流TUBE 特別編「寝起きカワイイ選手権2」

## ミュージックカード収録内容
1. Viva La 恋心
2. Dear mama個別メンバー ver.
3. Viva La 恋心 Instrumental
4. Dear mama Instrumental